# Marek Kulisiewicz
Marek Kulisiewicz (ur. 8 października 1946) w Krakowie – polski wokalista i piosenkarz grający na instrumentach perkusyjnych (m.in. tamburyn) i na gitarze. 

## Życie zawodowe
Śpiewać zaczął w czasach gimnazjalnych. Był członkiem grup: Dżamble, Szwagry (1968), Ab Ovo (1969), Wawele (w latach 1971–1977), Telegram (w latach 1977–1980), której był liderem (zespół złożony głównie z byłych członków zespołu Wawele) i ponownie Szwagry (1980–1981). Od roku 1980 mieszka w Chicago (Stany Zjednoczone), gdzie nadal prowadzi działalność artystyczną. Ponadto jest producentem programów radiowych emitowanych w aglomeracji chicagowskiej przez stację WPNA, a także jednym z inicjatorów budowy Pomnika Katyńskiego w Warszawie.

## Życie prywatne
Marek Kulisiewicz jest synem Aleksandra Kulisiewicza polskiego dziennikarza i śpiewaka byłego więźnia obozu koncentracyjnego w Sachsenhausen. 

## Dyskografia
Z zespołem Wawele:
- 1974 – Niebieskie dni (LP Polskie Nagrania)
- 1974 – Czy mnie jeszcze pamiętasz? - Przeboje 30-lecia (2) (LP Polskie Nagrania) (Różni wykonawcy - kompilacja)
- 1974 – Ballada o trzech kotach / Mleczarz (SP Polskie Nagrania)
- 1976 – Daj mi dzień (LP Polskie Nagrania)

Z zespołem Szwagry:
- 1980 – Nagrania radiowe: Długa Droga, Naprzeciw jesieni, Cyt, cyt, Podkład